# Kommunvapen i Sverige 1952–1970
Kommunvapen i Sverige mellan kommunreformen 1952 och kommunreformen 1971. För Sveriges nuvarande kommunvapen, se kommunvapen i Sverige. För kommunvapen som upphört att gälla redan vid kommunreformen 1952 eller ännu tidigare, se Kommunvapen i Sverige, upphörda 1952 eller tidigare.
|  | Bild på vapnet saknas.     |
|  | Kommunen hade inget vapen. |

## Stockholms överståthållarskap
Stockholms stad förenades med Stockholms län 1968.

Stockholms stad – Stockholms stadsvapen

## Stockholms län

Almunge landskommun saknade vapen numera i Uppsala kommun i Uppsala län
Blidö landskommun saknade vapen numera i Norrtälje kommun
Boo landskommun numera i Nacka kommun – se Nacka kommunvapen
Botkyrka landskommun – se Botkyrka kommunvapen
Dalarö landskommun saknade vapen till Österhaninge 1959; numera i Haninge kommun
Danderyds köping numera i Danderyds kommun –se Danderyds kommunvapen
Djursholms stad numera vapen för Danderyds kommun –se Danderyds kommunvapen
Djurö landskommun saknade vapen numera i Värmdö kommun
Ekerö landskommun saknade vapen numera i Ekerö kommun
Frösåkers landskommun saknade vapen till 1956; numera i Östhammars kommun i Uppsala län
Frötuna landskommun saknade vapen numera i Norrtälje kommun
Färingsö landskommun numera i Ekerö kommun – se Ekerö kommunvapen
Grödinge landskommun numera i Botkyrka kommun
Gustavsbergs landskommun numera vapen för Värmdö kommun – se Värmdö kommunvapen
Huddinge landskommun – se Huddinge kommunvapen
Häverö landskommun numera i Norrtälje kommun – se Norrtälje kommunvapen
Järfälla landskommun – se Järfälla kommunvapen
Järna landskommun saknade vapen numera i Södertälje kommun
Knivsta landskommun saknade vapen numera i Uppsala län
Knutby landskommun saknade vapen numera i Norrtälje kommun
Lidingö stad – se Lidingö kommunvapen
Ljusterö landskommun saknade vapen till 1966; numera i Österåkers kommun
Lyhundra landskommun saknade vapen numera i Norrtälje kommun
Märsta landskommun numera i Sigtuna kommun – se Sigtuna kommunvapen
Nacka stad – se Nacka kommunvapen
Norrtälje stad – se Norrtälje kommunvapen
Nynäshamns stad – se Nynäshamns kommunvapen
Roslags-Länna landskommun saknade vapen till 1966; numera uppdelad i Norrtälje och Österåkers kommuner
Salems landskommun – se Salems kommunvapen
Saltsjöbadens köping numera i Nacka kommun – se Nacka kommunvapen
Sigtuna stad – se Sigtuna kommunvapen
Sjuhundra landskommun (före 1967) Rimbo landskommun (från 1967) numera i Norrtälje kommun – se Norrtälje kommunvapen
Skepptuna landskommun saknade vapen numera uppdelat i Norrtälje och Sigtuna kommuner samt Knivsta kommun i Uppsala län
Sollentuna köping – se Sollentuna kommunvapen
Solna stad – se Solna kommunvapen
Sorunda landskommun numera i Nynäshamns kommun – se Nynäshamns kommunvapen
Stocksunds köping numera i Danderyds kommun – se Danderyds kommunvapen
Sundbybergs stad – se Sundbybergs kommunvapen
Södertälje stad – se Södertälje kommunvapen
Turinge landskommun saknade vapen numera i Nykvarns kommun
Tyresö landskommun – se Tyresö kommunvapen
Täby köping – se Täby kommunvapen
Upplands-Väsby landskommun – se Upplands Väsby kommunvapen
Vallentuna landskommun – se Vallentuna kommunvapen
Vaxholms stad – se Vaxholms kommunvapen
Väddö landskommun saknade vapen numera i Norrtälje kommun
Värmdö landskommun saknade vapen numera i Värmdö kommun
Västerhaninge landskommun numera i Haninge kommun – se Haninge kommunvapen
Öregrunds stad numera i Östhammars kommun i Uppsala län – se Östhammars kommunvapen
Ösmo landskommun saknade vapen numera i Nynäshamns kommun
Össeby landskommun saknade vapen numera i Vallentuna kommun
Österhaninge landskommun numera i Haninge kommun – se Haninge kommunvapen
Östertälje landskommun saknade vapen till 1962; numera i Södertälje kommun
Österåkers landskommun – se Österåkers kommunvapen
Östhammars stad numera i Östhammars kommun i Uppsala län – se Östhammars kommunvapen

- Sjuhundra landskommun
(före 1967)
Rimbo landskommun
(från 1967)
numera i Norrtälje kommun
– se Norrtälje kommunvapen
- Skepptuna landskommun
saknade vapen
numera uppdelat i Norrtälje och Sigtuna kommuner samt Knivsta kommun i Uppsala län
- Sollentuna köping
– se Sollentuna kommunvapen
- Solna stad
– se Solna kommunvapen
- Sorunda landskommun
numera i Nynäshamns kommun
– se Nynäshamns kommunvapen
- Stocksunds köping
numera i Danderyds kommun
– se Danderyds kommunvapen
- Sundbybergs stad
– se Sundbybergs kommunvapen
- Södertälje stad
– se Södertälje kommunvapen
- Turinge landskommun
saknade vapen
numera i Nykvarns kommun
- Tyresö landskommun
– se Tyresö kommunvapen
- Täby köping
– se Täby kommunvapen
- Upplands-Väsby landskommun
– se Upplands Väsby kommunvapen
- Vallentuna landskommun
– se Vallentuna kommunvapen
- Vaxholms stad
– se Vaxholms kommunvapen
- Väddö landskommun
saknade vapen
numera i Norrtälje kommun
- Värmdö landskommun
saknade vapen
numera i Värmdö kommun
- Västerhaninge landskommun
numera i Haninge kommun
– se Haninge kommunvapen
- Öregrunds stad
numera i Östhammars kommun i Uppsala län
– se Östhammars kommunvapen
- Ösmo landskommun
saknade vapen
numera i Nynäshamns kommun
- Össeby landskommun
saknade vapen
numera i Vallentuna kommun
- Österhaninge landskommun
numera i Haninge kommun
– se Haninge kommunvapen
- Östertälje landskommun
saknade vapen
till 1962; numera i Södertälje kommun
- Österåkers landskommun
– se Österåkers kommunvapen
- Östhammars stad
numera i Östhammars kommun i Uppsala län
– se Östhammars kommunvapen

## Uppsala län

Björklinge landskommun numera i Uppsala kommun – se Uppsala kommunvapen
Bälinge landskommun numera i Uppsala kommun – se Uppsala kommunvapen
Dannemora landskommun numera i Östhammars kommun – se Östhammars kommunvapen
Enköpings stad – se Enköpings kommunvapen
Håbo landskommun saknade vapen numera Håbo kommun
Hållnäs landskommun numera i Tierps kommun – se Tierps kommunvapen
Lagunda landskommun saknade vapen numera i Enköpings kommun
Norra Hagunda landskommun saknade vapen numera i Uppsala kommun
Norra Trögds landskommun saknade vapen numera i Enköpings kommun
Olands landskommun numera uppdelat mellan Uppsala och Östhammars kommuner – se Uppsala kommunvapen och Östhammars kommunvapen
Rasbo landskommun saknade vapen till Oland 1967, numera i Uppsala kommun
Söderfors landskommun numera i Tierps kommun – se Tierps kommunvapen
Södra Hagunda landskommun saknade vapen till Uppsala stad 1967
Södra Trögds landskommun saknade vapen numera i Enköpings kommun
Tierps köping numera i Tierps kommun – se Tierps kommunvapen
Tierps landskommun numera i Tierps kommun – se Tierps kommunvapen
Upplands-Bro landskommun saknade vapen numera Upplands-Bro kommun i Stockholms län
Uppsala stad upphörde som vapen 1986 – se Uppsala kommunvapen
Vaksala landskommun saknade vapen till Uppsala stad 1967
Vattholma landskommun saknade vapen numera i Uppsala kommun
Vendels landskommun numera i Tierps kommun – se Tierps kommunvapen
Västlands landskommun numera i Tierps kommun – se Tierps kommunvapen
Åsunda landskommun saknade vapen numera i Enköpings kommun
Älvkarleby landskommun – se Älvkarleby kommunvapen
Österlövsta landskommun saknade vapen numera i Tierps kommun

## Södermanlands län

Bettna landskommun numera uppdelad mellan Flens och Nyköpings kommuner – se Flens kommunvapen och Nyköpings kommunvapen
Björkviks landskommun saknade vapen numera i Katrineholms kommun
Daga landskommun nu i Gnesta kommun – se Gnesta kommunvapen
Enhörna landskommun saknade vapen numera i Södertälje kommun i Stockholms län
Eskilstuna stad – se Eskilstuna kommunvapen
Flens stad – se Flens kommunvapen
Floda landskommun nu i Katrineholms kommun – se Katrineholms kommunvapen
Gnesta köping – se Gnesta kommunvapen
Husby-Rekarne landskommun saknade vapen numera i Eskilstuna kommun
Hällby landskommun saknade vapen numera i Eskilstuna kommun
Hölö landskommun saknade vapen numera i Södertälje kommun i Stockholms län
Julita landskommun numera uppdelat mellan Katrineholms och Vingåkers kommuner – se Katrineholms kommunvapen
Kafjärdens landskommun saknade vapen numera i Eskilstuna kommun
Katrineholms stad – se Katrineholms kommunvapen
Malmköpings köping numera i Flens kommun – se Flens kommunvapen
Mariefreds stad numera i Strängnäs kommun samt i Södertälje kommun i Stockholms län – se Strängnäs kommunvapen
Mellösa landskommun ingår nu i Flens kommun – se Flens kommunvapen
Nyköpings stad – se Nyköpings kommunvapen
Oxelösunds stad – se Oxelösunds kommunvapen
Rönö landskommun ingår nu i Nyköpings kommun – se Nyköpings kommunvapen
Sköldinge landskommun ingår nu i Katrineholms kommun – se Katrineholms kommunvapen
Sparreholms landskommun saknade vapen uppgick i Flens stad 1965
Stallarholmens landskommun nu i Strängnäs kommun – se Strängnäs kommunvapen
Stigtomta landskommun numera i Nyköpings kommun – se Nyköpings kommunvapen
Stora Malms landskommun numera i Katrineholms kommun – se Katrineholms kommunvapen
Strängnäs stad – se Strängnäs kommunvapen
Svärta landskommun saknade vapen uppgick i Nyköpings stad 1967
Torshälla stad numera i Eskilstuna kommun – se Eskilstuna kommunvapen
Trosa stad – se Trosa kommunvapen
Tunabergs landskommun numera i Nyköpings kommun – se Nyköpings kommunvapen
Tystberga landskommun uppdelat mellan Gnesta och Nyköpings kommuner – se Nyköpings kommunvapen
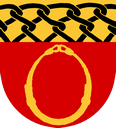
Vagnhärads landskommun numera i Trosa kommun – se Trosa kommunvapen
Vårfruberga landskommun numera i Strängnäs kommun – se Strängnäs kommunvapen
Västra Rekarne landskommun saknade vapen numera i Eskilstuna kommun
Västra Vingåkers landskommun (bytte 1962 namn till Vingåkers landskommun) – se Vingåkers kommunvapen
Åkers landskommun numera i Strängnäs kommun – se Strängnäs kommunvapen
Ärla landskommun saknade vapen numera i Eskilstuna kommun

## Östergötlands län

Alvastra landskommun numera vapen för Ödeshögs kommun – se Ödeshögs kommunvapen
Aska landskommun saknade vapen numera i Motala kommun
Askeby landskommun saknade vapen till Åkerbo 1961, numera i Linköpings kommun
Aspvedens landskommun saknade vapen numera i Söderköpings kommun
Björsäters landskommun saknade vapen numera i Åtvidabergs kommun
Bobergs landskommun saknade vapen numera uppdelad mellan Motala och Mjölby kommuner
Borensbergs landskommun saknade vapen numera i Motala kommun
Boxholms köping – se Boxholms kommunvapen
Finspångs köping – se Finspångs kommunvapen
Folkunga landskommun numera uppdelad mellan Mjölby, Vadstena och Boxholms kommuner – se Mjölby kommunvapen
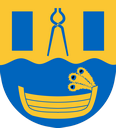
Godegårds landskommun numera i Motala kommun – se Motala kommunvapen
Gryts landskommun saknade vapen numera i Valdemarsviks kommun
Hällestads landskommun saknade vapen numera i Finspångs kommun
Hävla landskommun saknade vapen numera i Finspångs kommun
Kolmårdens landskommun saknade vapen numera i Norrköpings kommun
Kvillinge landskommun saknade vapen numera i Norrköpings kommun
Kärna landskommun saknade vapen till Linköpings stad 1967
Landeryds landskommun saknade vapen till Linköpings stad 1963
Linköpings stad – se Linköpings kommunvapen
Mjölby stad – se Mjölby kommunvapen
Motala stad – se Motala kommunvapen
Norra Kinda landskommun saknade vapen numera i Kinda kommun
Norra Valkebo landskommun saknade vapen numera i Linköpings kommun
Norrköpings stad – se Norrköpings kommunvapen
Norsholms landskommun saknade vapen till Skärblacka 1963, numera i Norrköpings kommun
Ringarums landskommun saknade vapen numera i Valdemarsviks kommun
Skänninge stad numera i Mjölby kommun – se Skänninge stadsvapen
Skärblacka landskommun saknade vapen numera i Norrköpings kommun
Stegeborgs landskommun numera i Söderköpings kommun
Söderköpings stad – se Söderköpings kommunvapen
Södra Göstrings landskommun saknade vapen numera Boxholms kommun
Södra Kinda landskommun saknade vapen numera i Kinda kommun
Södra Valkebo landskommun saknade vapen numera i Linköpings kommun
Tjällmo landskommun saknade vapen numera i Motala kommun
Vadstena stad – se Vadstena kommunvapen
Valdemarsviks köping – se Valdemarsviks kommunvapen
Vifolka landskommun numera i Mjölby kommun – se Mjölby kommunvapen
Vikbolandets landskommun saknade vapen bildad av Västra Vikbolandet och Östra Vikbolandet 1967, numera i Norrköpings kommun
Vreta klosters landskommun numera i Linköpings kommun – se Linköpings kommunvapen
Vårdnäs landskommun saknade vapen numera i Linköpings kommun
Västra Kinda landskommun saknade vapen numera i Kinda kommun
Västra Vikbolandets landskommun saknade vapen till Vikbolandet 1967, numera i Norrköpings kommun
Ydre landskommun – se Ydre kommunvapen
Åkerbo landskommun numera i Linköpings kommun – se Linköpings kommunvapen
Åtvidabergs köping – se Åtvidabergs kommunvapen
Ödeshögs landskommun vapnet övertaget från Alvastra 1969 – se Ödeshögs kommunvapen
Östgöta-Dals landskommun till Vadstena stad 1967 – se Vadstena kommunvapen
Östra Vikbolandets landskommun saknade vapen till Vikbolandet 1967, numera i Norrköpings kommun

## Jönköpings län

Alseda landskommun saknade vapen numera i Vetlanda kommun
Anderstorps landskommun saknade vapen ombildades till Anderstorps köping 1953, numera i Gislaveds kommun
Bankeryds landskommun saknade vapen numera i Jönköpings kommun
Björkö landskommun saknade vapen numera i Vetlanda kommun
Bodafors köping numera i Nässjö kommun – se Nässjö kommunvapen
Bors landskommun numera i Värnamo kommun – se Värnamo kommunvapen
Bredaryds landskommun saknade vapen numera i Värnamo kommun
Bredestads landskommun saknade vapen till Aneby 1967
Burseryds landskommun saknade vapen numera i Gislaveds kommun
Bäckaby landskommun saknade vapen numera uppdelad mellan Vetlanda och Sävsjö kommuner
Eksjö stad – se Eksjö kommunvapen
Forserums landskommun saknade vapen numera i Nässjö kommun
Forsheda landskommun saknade vapen numera uppdelad mellan Värnamo kommun och (i Kronobergs län) Ljungby kommun
Gislaveds köping – se Gislaveds kommunvapen
Gnosjö landskommun – se Gnosjö kommunvapen
Gränna stad numera i Jönköpings kommun – se Jönköpings kommunvapen
Hakarps landskommun saknade vapen till Huskvarna stad 1967, numera i Jönköpings kommun
Hjälmseryds landskommun saknade vapen numera i Sävsjö kommun
Hullaryds landskommun saknade vapen till Aneby 1967
Huskvarna stad numera i Jönköpings kommun – se Jönköpings kommunvapen
Hylte landskommun saknade vapen numera i Hylte kommun i Hallands län
Höreda landskommun numera i Eksjö kommun – se Eksjö kommunvapen
Ingatorps landskommun saknade vapen numera i Eksjö kommun
Jönköpings stad – se Jönköpings kommunvapen
Klevshults landskommun saknade vapen numera uppdelad mellan Vaggeryds och Värnamo kommuner
Korsberga landskommun saknade vapen numera i Vetlanda kommun
Lannaskede landskommun saknade vapen numera i Vetlanda kommun
Lekeryds landskommun saknade vapen numera i Jönköpings kommun
Linderås landskommun saknade vapen numera i Tranås kommun
Malmbäcks landskommun saknade vapen numera i Nässjö kommun
Mariannelunds köping numera i Eksjö kommun – se Eksjö kommunvapen
Månsarps landskommun saknade vapen numera i Jönköpings kommun
Norrahammars köping numera i Jönköpings kommun – se Jönköpings kommunvapen
Norra Mo landskommun saknade vapen numera i Jönköpings kommun
Norra Sandsjö landskommun saknade vapen numera i Nässjö kommun
Nye landskommun saknade vapen numera i Vetlanda kommun
Nässjö stad – se Nässjö kommunvapen
Reftele landskommun saknade vapen numera i Gislaveds kommun
Rydaholms landskommun saknade vapen numera i Värnamo kommun
Skillingaryds köping numera i Vaggeryds kommun – se Vaggeryds kommunvapen
Skärstads landskommun saknade vapen numera i Jönköpings kommun
Solberga landskommun saknade vapen numera i Nässjö kommun
Sävsjö stad – se Sävsjö kommunvapen
Södra Mo landskommun saknade vapen numera uppdelad mellan Gislaveds och Jönköpings kommuner
Tenhults landskommun saknade vapen numera i Jönköpings kommun
Tranås stad – se Tranås kommunvapen
Unnaryds landskommun saknade vapen numera uppdelad mellan Gislaveds kommun och (i Kronobergs län) Ljungby kommun samt (i Hallands län) Hylte kommun
Vaggeryds köping – se Vaggeryds kommunvapen
Vetlanda stad – se Vetlanda kommunvapen
Vetlanda landskommun saknade vapen numera i Vetlanda kommun
Villstads landskommun saknade vapen numera i Gislaveds kommun
Visingsö landskommun saknade vapen numera i Jönköpings kommun
Vrigstads landskommun saknade vapen numera uppdelad mellan Sävsjö, Vaggeryds och Värnamo kommuner
Värnamo stad – se Värnamo kommunvapen

## Kronobergs län

Algutsboda landskommun numera i Emmaboda kommun i Kalmar län
Almundsryds landskommun saknade vapen ombildades till Almundsryds köping 1958, bytte namn till Ryds köping 1967, numera uppdelad mellan Tingsryds och Älmhults kommuner
Alvesta köping – se Alvesta kommunvapen
Annerstads landskommun saknade vapen numera i Ljungby kommun
Berga landskommun numera i Ljungby kommun – se Ljungby kommunvapen
Bergunda landskommun saknade vapen numera i Växjö kommun
Braås landskommun saknade vapen numera i Växjö kommun
Ekeberga landskommun saknade vapen numera i Lessebo kommun
Göteryds landskommun saknade vapen numera i Älmhults kommun
Hamneda landskommun saknade vapen numera i Ljungby kommun
Hjortsberga landskommun saknade vapen till Alvesta köping 1963
Hovmantorps köping numera uppdelad mellan Lessebo och Växjö kommuner – se Lessebo kommunvapen
Hälleberga landskommun saknade vapen numera i Nybro kommun i Kalmar län
Lammhults landskommun saknade vapen numera i Växjö kommun
Lenhovda landskommun saknade vapen ombildades till Lenhovda köping 1957, numera i Uppvidinge kommun
Lessebo köping – se Lessebo kommunvapen
Lidhults landskommun saknade vapen numera i Ljungby kommun
Linneryds landskommun saknade vapen numera uppdelad mellan Tingsryds och Växjö kommuner
Ljuders landskommun saknade vapen numera i Lessebo kommun
Ljungby stad – se Ljungby kommunvapen
Markaryds köping – se Markaryds kommunvapen
Markaryds landskommun saknade vapen till Markaryds köping 1960
Mellersta Kinnevalds landskommun saknade vapen numera i Växjö kommun
Moheda landskommun saknade vapen numera uppdelad mellan Alvesta och Växjö kommuner
Nottebäcks landskommun saknade vapen numera i Uppvidinge kommun
Rottne landskommun saknade vapen numera i Växjö kommun
Ryssby landskommun saknade vapen numera i Ljungby kommun
Skatelövs landskommun numera i Alvesta kommun – se Alvesta kommunvapen
Stenbrohults landskommun saknade vapen numera i Älmhults kommun
Södra Sandsjö landskommun saknade vapen numera i Tingsryds kommun
Tingsryds köping – se Tingsryds kommunvapen
Traryds köping numera i Markaryds kommun – se Markaryds kommunvapen
Urshults landskommun saknade vapen numera i Tingsryds kommun
Virestads landskommun saknade vapen numera i Älmhults kommun
Vislanda landskommun saknade vapen numera i Alvesta kommun
Väckelsångs landskommun saknade vapen numera uppdelad mellan Tingsryds och Växjö kommuner
Västra Torsås landskommun saknade vapen numera i Alvesta kommun
Växjö stad – se Växjö kommunvapen
Åseda köping numera i Uppvidinge kommun – se Uppvidinge kommunvapen
Åseda landskommun saknade vapen till Åseda köping 1965
Älghults landskommun numera i Uppvidinge kommun – se Uppvidinge kommunvapen
Älmeboda landskommun saknade vapen numera uppdelad mellan Tingsryds kommun och (i Kalmar län) Enmaboda kommun
Älmhults köping – se Älmhults kommunvapen
Östra Torsås landskommun saknade vapen numera i Växjö kommun

## Kalmar län

Alsterbro landskommun saknade vapen till Nybro stad 1969
Borgholms stad – se Borgholms kommunvapen
Döderhults landskommun till Oskarshamns stad 1967 – se Oskarshamns kommunvapen
Dörby landskommun saknade vapen till Kalmar stad 1965
Emmaboda köping – se Emmaboda kommunvapen
Fagerhults landskommun till Högsby 1969 – se Högsby kommunvapen
Fliseryds landskommun saknade vapen numera i Mönsterås kommun
Gamleby landskommun saknade vapen numera i Västerviks kommun
Gladhammars landskommun till Västerviks stad 1967 – se Västerviks kommunvapen
Gärdslösa landskommun saknade vapen till Borgholms stad 1969
Hallingebergs landskommun numera i Västerviks kommun – se Västerviks kommunvapen
Hjorteds landskommun saknade vapen numera i Västerviks kommun
Hultsfreds köping saknade vapen numera i Hultsfreds kommun
Högsby landskommun – se Högsby kommunvapen
Kalmar stad – se Kalmar kommunvapen
Kristdala landskommun saknade vapen till Oskarshamns stad 1967
Köpingsviks landskommun saknade vapen till Borgholms stad 1969
Ljungbyholms landskommun saknade vapen Sankt Sigfrids församling överförd till Nybro 1969, resterande del numera i Kalmar kommun
Locknevi landskommun saknade vapen numera uppdelad mellan Vimmerby och Västerviks kommuner
Loftahammars landskommun numera i Västerviks kommun – se Västerviks kommunvapen
Läckeby landskommun saknade vapen numera i Kalmar kommun
Lönneberga landskommun saknade vapen till Hultsfreds köping 1969
Madesjö landskommun till Nybro stad 1969 – se Nybro kommunvapen
Misterhults landskommun till Oskarshamns stad 1967 – se Oskarshamns kommunvapen
Mortorps landskommun saknade vapen Oskars församling överförd till Nybro 1969, resterande del numera i Kalmar kommun
Målilla landskommun till Hultsfreds köping 1969 – se Hultsfreds kommunvapen
Mönsterås köping – se Mönsterås kommunvapen
Mörbylånga landskommun saknade vapen numera i Mörbylånga kommun
Mörlunda landskommun numera i Hultsfreds kommun – se Hultsfreds kommunvapen
Nybro stad – se Nybro kommunvapen
Oskarshamns stad – se Oskarshamns kommunvapen
Ottenby landskommun saknade vapen till Mörbylånga 1967
Ryssby landskommun saknade vapen numera i Kalmar kommun
Sevede landskommun numera i Vimmerby kommun – se Vimmerby kommunvapen
Södermöre landskommun saknade vapen numera i Kalmar kommun
Söderåkra landskommun saknade vapen numera i Torsås kommun
Södra Vi landskommun saknade vapen numera i Vimmerby kommun
Tjust-Eds landskommun saknade vapen numera uppdelad mellan Västerviks kommun och (i Östergötlands län) Valdemarsviks kommun
Torslunda landskommun saknade vapen numera i Mörbylånga kommun
Torsås landskommun – se Torsås kommunvapen
Tuna landskommun saknade vapen numera i Vimmerby kommun
Uknadalens landskommun saknade vapen numera uppdelad mellan Västerviks kommun och (i Östergötlands län) Åtvidabergs kommun
Vena landskommun saknade vapen numera i Hultsfreds kommun
Vimmerby stad – se Vimmerby kommunvapen
Virserums landskommun ombildades till Virserums köping 1956, numera i Hultsfreds kommun – se Hultsfreds kommunvapen
Vissefjärda landskommun saknade vapen till Emmaboda köping 1969
Västerviks stad – se Västerviks kommunvapen
Ålems landskommun saknade vapen numera i Mönsterås kommun
Ölands-Åkerbo landskommun saknade vapen numera i Borgholms kommun
Överums landskommun numera i Västerviks kommun – se Västerviks kommunvapen

## Gotlands län

Dalhems landskommun saknade vapen numera i Gotlands kommun
Fårösunds landskommun saknade vapen numera i Gotlands kommun
Havdhems landskommun saknade vapen numera i Gotlands kommun
Hemse landskommun saknade vapen numera i Gotlands kommun
Hoburgs landskommun saknade vapen numera i Gotlands kommun
Klintehamns landskommun saknade vapen numera i Gotlands kommun
Ljugarns landskommun saknade vapen numera i Gotlands kommun
Lärbro landskommun saknade vapen numera i Gotlands kommun
Romaklosters landskommun saknade vapen numera i Gotlands kommun
Slite köping saknade vapen numera i Gotlands kommun
Stenkumla landskommun saknade vapen numera i Gotlands kommun
Stånga landskommun saknade vapen numera i Gotlands kommun
Tingstäde landskommun saknade vapen numera i Gotlands kommun
Visby stad numera i Gotlands kommun – se Gotlands kommunvapen

## Blekinge län

Asarums landskommun till Karlshamns stad 1967 – se Karlshamns kommunvapen
Bräkne-Hoby landskommun till Ronneby stad 1967 – se Ronneby kommunvapen
Fridlevstads landskommun numera i Karlskrona kommun – se Karlskrona kommunvapen
Gammalstorps landskommun saknade vapen numera i Sölvesborgs kommun
Hallabro landskommun saknade vapen till Kallinge 1963, numera i Ronneby kommun
Hasslö landskommun saknade vapen numera i Karlskrona kommun
Hällaryds landskommun saknade vapen till Karlshamns stad 1967
Jämjö landskommun numera i Karlskrona kommun – se Karlskrona kommunvapen
Jämshögs landskommun till Olofström 1967 – se Olofströms kommunvapen
Kallinge landskommun saknade vapen bildad genom sammanläggning av Hallabro, Ronneby landskommun och en del av Tving 1963, till Ronneby stad 1967
Karlshamns stad – se Karlshamns kommunvapen
Karlskrona stad – se Karlskrona kommunvapen
Kyrkhults landskommun till Olofström 1967 – se Olofströms kommunvapen
Listerby landskommun till Ronneby stad 1967 – se Ronneby kommunvapen
Lyckeby landskommun till Karlskrona stad 1967 – se Karlskrona kommunvapen
Mjällby landskommun numera i Sölvesborgs kommun – se Sölvesborgs kommunvapen
Mörrums landskommun till Karlshamns stad 1967 – se Karlshamns kommunvapen
Nättraby landskommun numera i Karlskrona kommun – se Karlskrona kommunvapen
Olofströms köping – se Olofströms kommunvapen
Ramdala landskommun saknade vapen till Jämjö 1963, numera i Karlskrona kommun
Ronneby stad – se Ronneby kommunvapen
Ronneby landskommun till Kallinge 1963, numera i Ronneby kommun – se Ronneby kommunvapen
Rödeby landskommun saknade vapen numera i Karlskrona kommun
Sturkö landskommun saknade vapen till Jämjö 1963, numera i Karlskrona kommun
Sölvesborgs stad – se Sölvesborgs kommunvapen
Tvings landskommun saknade vapen delad mellan Fridlevstad och Kallinge 1963, numera uppdelad mellan Karlskrona och Ronneby kommuner

## Kristianstads län
Kristianstads län utgjordes av den nordöstra halvan av nuvarande Skåne län.

Araslövs landskommun saknade vapen till Kristianstads stad 1967
Ausås landskommun saknade vapen numera i Ängelholms kommun
Barkåkra landskommun numera i Ängelholms kommun – se Ängelholms kommunvapen
Bjärnums landskommun saknade vapen numera i Hässleholms kommun
Borrby landskommun saknade vapen till Simrishamns stad 1969
Broby landskommun saknade vapen numera i Östra Göinge kommun
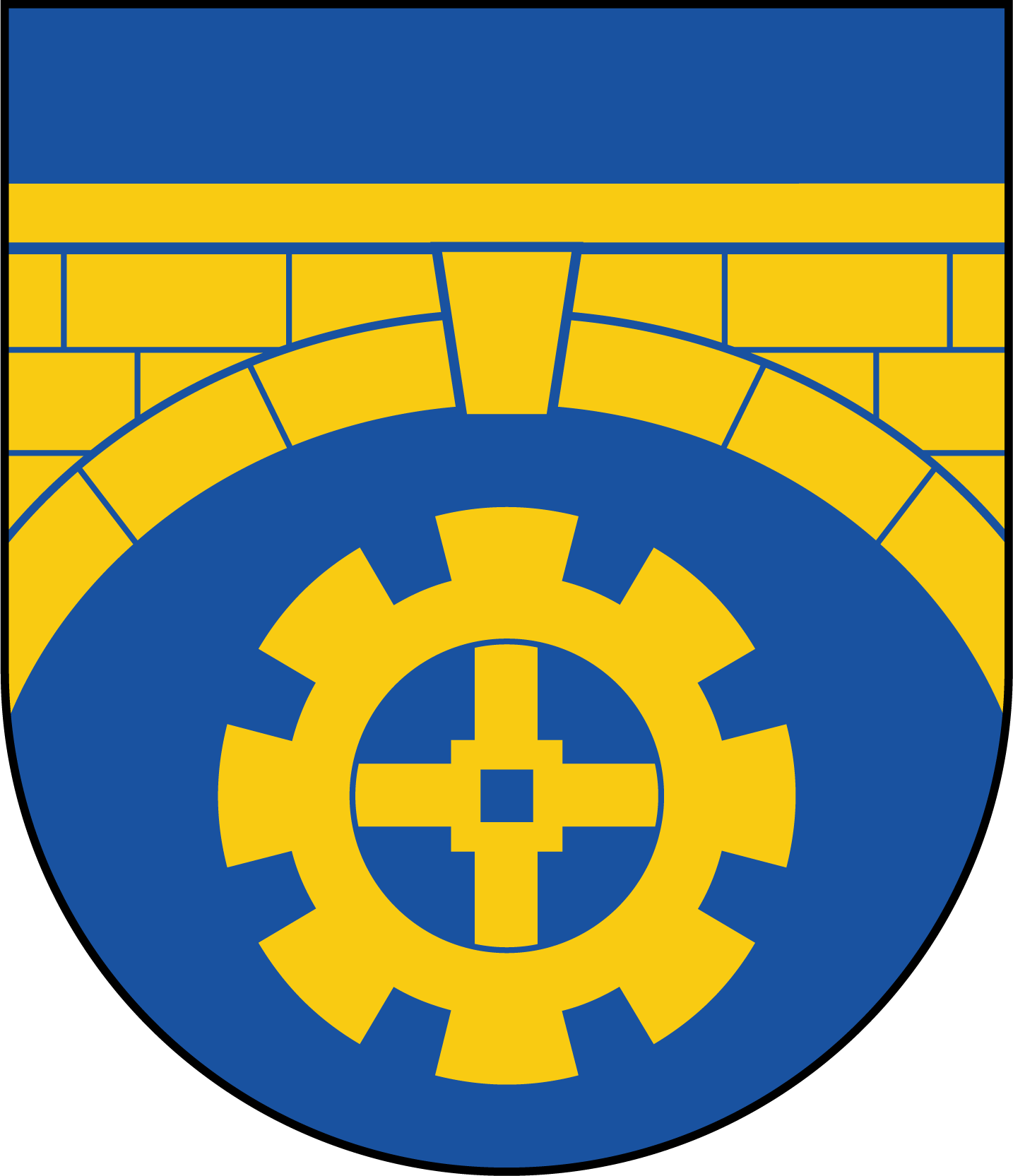
Bromölla köping – se Bromölla kommunvapen
Brösarps landskommun saknade vapen numera uppdelad mellan Tomelilla och Simrishamns kommuner
Båstads köping – se Båstads kommunvapen
Degeberga landskommun saknade vapen numera i Kristianstads kommun
Everöds landskommun saknade vapen numera i Kristianstads kommun
Fjälkinge landskommun saknade vapen numera i Kristianstads kommun
Förslövsholms landskommun saknade vapen numera i Båstads kommun
Glemmingebro landskommun numera uppdelad mellan Ystads och Tomelilla kommuner – se Ystads kommunvapen
Glimåkra landskommun numera i Östra Göinge kommun – se Östra Göinge kommunvapen
Hammenhögs landskommun saknade vapen numera uppdelad mellan Simrishamns och Tomelilla kommuner
Hjärnarps landskommun saknade vapen numera i Ängelholms kommun
Hjärsås landskommun saknade vapen numera i Östra Göinge kommun
Hässleholms stad – se Hässleholms kommunvapen
Hästveda landskommun saknade vapen numera i Hässleholms kommun
Ivetofta landskommun saknade vapen till Bromölla köping 1967
Kiviks landskommun saknade vapen numera i Simrishamns kommun
Klippans köping – se Klippans kommunvapen
Knislinge landskommun saknade vapen numera i Östra Göinge kommun
Kristianstads stad – se Kristianstads kommunvapen
Kvidinge landskommun saknade vapen numera i Åstorps kommun
Loshults landskommun saknade vapen numera i Osby kommun
Löderups landskommun numera i Ystads kommun – se Ystads kommunvapen
Munka-Ljungby landskommun saknade vapen numera i Ängelholms kommun
Nosaby landskommun saknade vapen till Kristianstads stad 1967
Näsums landskommun saknade vapen numera i Bromölla kommun
Onslunda landskommun saknade vapen till Tomelilla köping 1969
Oppmanna och Vånga landskommun saknade vapen numera i Kristianstads kommun
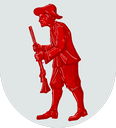
Osby köping äldre vapen – se Osby kommunvapen
Osby köping nyare vapen – se Osby kommunvapen
Osby landskommun saknade vapen till Osby köping 1962
Perstorps köping – se Perstorps kommunvapen
Riseberga landskommun saknade vapen numera i Klippans kommun
Simrishamns stad – se Simrishamns kommunvapen
Skånes-Fagerhults landskommun saknade vapen numera i Örkelljunga kommun
Smedstorps landskommun saknade vapen till Tomelilla köping 1969
Stoby landskommun saknade vapen numera i Hässleholms kommun
Sösdala landskommun saknade vapen Tjörnarps församling överförd till Höörs köping (då i Malmöhus län) 1969, resterande del numera i Hässleholms kommun
Tollarps landskommun numera i Kristianstads kommun – se Kristianstads kommunvapen
Tomelilla köping saknade vapen
Tommarps landskommun till Simrishamns stad 1969 – se Simrishamns kommunvapen
Träne landskommun saknade vapen till Kristianstads stad 1967
Tyringe landskommun numera i Hässleholms kommun – se Hässleholms kommunvapen
Vinslövs köping saknade vapen numera i Hässleholms kommun
Vinslövs landskommun numera i Hässleholms kommun – se Hässleholms kommunvapen
Vittsjö landskommun numera uppdelad mellan Hässleholms och Osby kommuner – se Hässleholms kommunvapen
Vä landskommun till Kristianstads stad 1967 – se Kristianstads kommunvapen
Västra Bjäre landskommun saknade vapen numera i Båstads kommun
Åhus köping numera i Kristianstads kommun – se Kristianstads kommunvapen
Åstorps köping – se Åstorps kommunvapen
Ängelholms stad – se Ängelholms kommunvapen
Örkelljunga landskommun saknade vapen numera i Örkelljunga kommun
Örkeneds landskommun numera i Osby kommun – se Osby kommunvapen
Östra Ljungby landskommun saknade vapen numera uppdelad mellan Klippans och Ängelholms kommuner

## Malmöhus län
Malmöhus län utgjordes av den sydvästra halvan av nuvarande Skåne län.

Alstads landskommun till Trelleborgs stad 1967 – se Trelleborgs kommunvapen
Anderslövs landskommun saknade vapen delad mellan Trelleborgs stad och Svedala köping 1967
Bara landskommun numera i Svedala kommun – se Svedala kommunvapen
Billesholms landskommun saknade vapen numera i Bjuvs kommun
Bjuvs köping – se Bjuvs kommunvapen
Bjärsjölagårds landskommun saknade vapen numera uppdelad mellan Sjöbo och Hörby kommuner
Blentarps landskommun saknade vapen numera i Sjöbo kommun
Bosarps landskommun saknade vapen till Eslövs stad 1967
Brunnby landskommun numera i Höganäs kommun – se Höganäs kommunvapen
Bunkeflo landskommun saknade vapen numera i Malmö kommun
Burlövs landskommun – se Burlövs kommunvapen
Dalby landskommun saknade vapen numera i Lunds kommun
Dösjebro landskommun saknade vapen delad mellan Kävlinge köping och Landskrona stad 1967
Ekeby landskommun saknade vapen numera i Bjuvs kommun
Eslövs stad – se Eslövs kommunvapen
Flädie landskommun saknade vapen till Lomma köping 1963
Furulunds köping saknade vapen till Kävlinge köping 1969
Genarps landskommun saknade vapen numera i Lunds kommun
Gislövs landskommun saknade vapen till Trelleborgs stad 1967
Harrie landskommun saknade vapen delad mellan Kävlinge köping och Eslövs stad 1969
Herrestads landskommun numera i Ystads kommun – se Ystads kommunvapen
Helsingborgs stad – se Helsingborgs kommunvapen
Härslövs landskommun saknade vapen numera i Landskrona kommun
Höganäs stad – se Höganäs kommunvapen
Hörby köping – se Hörby kommunvapen
Höörs köping – se Höörs kommunvapen
Jonstorps landskommun saknade vapen numera i Höganäs kommun
Kattarps landskommun saknade vapen numera i Helsingborgs kommun
Klagstorps landskommun saknade vapen till Trelleborgs stad 1967
Kågeröds landskommun saknade vapen till Svalöv 1969
Kävlinge köping – se Kävlinge kommunvapen
Landskrona stad – se Landskrona kommunvapen
Ljunits landskommun saknade vapen numera i Ystads kommun
Lomma köping – se Lomma kommunvapen
Lunds stad – se Lunds kommunvapen
Långaröds landskommun saknade vapen till Hörby köping 1969
Löberöds landskommun saknade vapen numera i Eslövs kommun
Löddeköpinge landskommun saknade vapen numera i Kävlinge kommun
Malmö stad – se Malmö kommunvapen
Marieholms landskommun saknade vapen numera uppdelad mellan Eslövs och Svalövs kommuner
Månstorps landskommun saknade vapen numera uppdelad mellan Vellinge och Svedala kommuner
Mörarps landskommun saknade vapen numera i Helsingborgs kommun
Norra Frosta landskommun saknade vapen till Höörs köping 1969
Oxie landskommun saknade vapen till Malmö stad 1967
Rydsgårds landskommun saknade vapen numera i Skurups kommun
Rängs landskommun saknade vapen numera i Vellinge kommun
Rönneberga landskommun saknade vapen delad mellan Svalöv och Landskrona stad 1969
Röstånga landskommun saknade vapen delad mellan Svalöv och Eslövs stad 1969
Sankt Ibbs landskommun saknade vapen till Landskrona stad 1959
Sjöbo köping – se Sjöbo kommunvapen
Skanör med Falsterbo stad numera i Vellinge kommun – se Vellinge kommunvapen
Skarhults landskommun saknade vapen numera i Eslövs kommun
Skegrie landskommun saknade vapen till Trelleborgs stad 1967
Skurups landskommun saknade vapen
Snogeröds landskommun saknade vapen delad mellan Höörs köping och Eslövs stad 1969
Staffanstorps landskommun – se Staffanstorps kommunvapen
Svalövs landskommun – se Svalövs kommunvapen
Svedala landskommun – se Svedala kommunvapen
Södra Sandby landskommun saknade vapen numera i Lunds kommun
Teckomatorps landskommun saknade vapen delad mellan Svalöv och Kävlinge köping 1969
Torns landskommun saknade vapen till Lunds stad 1967
Trelleborgs stad – se Trelleborgs kommunvapen
Vallåkra landskommun saknade vapen numera i Helsingborgs kommun
Veberöds landskommun saknade vapen numera i Lunds kommun
Vellinge landskommun saknade vapen numera i Vellinge kommun
Vemmenhögs landskommun numera i Skurups kommun
Vollsjö landskommun saknade vapen numera i Sjöbo kommun
Väsby landskommun saknade vapen till Höganäs stad 1967
Ystads stad – se Ystads kommunvapen
Ödåkra landskommun saknade vapen numera i Helsingborgs kommun
Östra Frosta landskommun saknade vapen till Hörby köping 1969
Östra Färs landskommun saknade vapen numera i Sjöbo kommun

## Hallands län

Eldsberga landskommun saknade vapen numera i Halmstads kommun
Enslövs landskommun saknade vapen numera i Halmstads kommun
Falkenbergs stad – se Falkenbergs kommunvapen
Fjärås landskommun saknade vapen numera i Kungsbacka kommun
Getinge landskommun saknade vapen numera i Halmstads kommun
Halmstads stad – se Halmstads kommunvapen
Harplinge landskommun numera i Halmstads kommun – se Halmstads kommunvapen
Himledalens landskommun saknade vapen numera i Varbergs kommun
Hishults landskommun saknade vapen numera i Laholms kommun
Karups landskommun saknade vapen numera uppdelad mellan Laholms kommun och (i Skåne län) Båstads kommun
Knäreds landskommun saknade vapen numera i Laholms kommun
Kvibille landskommun saknade vapen numera i Halmstads kommun
Kungsbacka stad – se Kungsbacka kommunvapen
Laholms stad – se Laholms kommunvapen
Laholms landskommun saknade vapen numera i Laholms kommun
Lindberga landskommun numera i Varbergs kommun – se Varbergs kommunvapen
Lindome landskommun saknade vapen numera i Mölndals kommun i Västra Götalands län
Löftadalens landskommun saknade vapen numera i Kungsbacka kommun
Morups landskommun saknade vapen numera i Falkenbergs kommun
Onsala landskommun saknade vapen numera i Kungsbacka kommun
Oskarströms köping saknade vapen numera i Halmstads kommun
Ränneslövs landskommun numera i Laholms kommun – se Laholms kommunvapen
Simlångsdalens landskommun saknade vapen till Halmstads stad 1967
Särö landskommun saknade vapen numera i Kungsbacka kommun
Söndrums landskommun saknade vapen numera i Halmstads kommun
Torups landskommun saknade vapen numera i Hylte kommun
Träslövs landskommun saknade vapen till Varbergs stad 1967
Tvååkers landskommun saknade vapen numera i Varbergs kommun
Tölö landskommun saknade vapen till Kungsbacka stad 1969
Ullareds landskommun saknade vapen numera i Falkenbergs kommun
Varbergs stad – se Varbergs kommunvapen
Veddige landskommun saknade vapen numera i Varbergs kommun
Veinge landskommun saknade vapen numera i Laholms kommun
Vessigebro landskommun saknade vapen numera i Falkenbergs kommun
Vinbergs landskommun saknade vapen numera i Falkenbergs kommun
Våxtorps landskommun numera i Laholms kommun – se Laholms kommunvapen
Värö landskommun saknade vapen numera i Varbergs kommun
Årstads landskommun saknade vapen numera i Falkenbergs kommun
Ätrans landskommun saknade vapen numera i Falkenbergs kommun

## Göteborgs och Bohus län
Göteborgs och Bohus län utgjordes av den västra delen av nuvarande Västra Götalands län.

Askims landskommun saknade vapen numera i Göteborgs kommun
Bullarens landskommun saknade vapen numera i Tanums kommun
Fjällbacka municipalsamhälle numera i Tanums kommun – se Tanums kommunvapen
Forshälla landskommun saknade vapen numera i Uddevalla kommun
Göteborgs stad – se Göteborgs kommunvapen
Hermansby landskommun saknade vapen numera i Kungälvs kommun
Inlands Torpe landskommun saknade vapen numera i Lilla Edets kommun
Kode landskommun saknade vapen numera uppdelad mellan Kungälvs och Stenungsunds kommuner
Kungälvs stad – se Kungälvs kommunvapen
Kville landskommun numera i Tanums kommun – se Tanums kommunvapen
Kållereds landskommun numera i Mölndals kommun – se Mölndals kommunvapen
Landvetters landskommun saknade vapen numera i Härryda kommun
Lane-Ryrs landskommun saknade vapen numera i Uddevalla kommun
Ljungskile landskommun numera i Uddevalla kommun – se Uddevalla kommunvapen
Lysekils stad – se Lysekils kommunvapen
Marstrands stad numera i Kungälvs kommun – se Kungälvs kommunvapen
Morlanda landskommun saknade vapen numera i Orusts kommun
Munkedals landskommun saknade vapen numera i Munkedals kommun
Myckleby landskommun saknade vapen till Östra Orust 1962 numera i Orusts kommun
Mölndals stad – se Mölndals kommunvapen
Partille landskommun – se Partille kommunvapen
Romelanda landskommun saknade vapen numera i Kungälvs kommun
Råda landskommun saknade vapen numera i Härryda kommun
Skaftö landskommun saknade vapen numera uppdelad mellan Lysekils och Uddevalla kommuner
Skredsviks landskommun saknade vapen numera i Uddevalla kommun
Smögens landskommun numera i Sotenäs kommun – se Sotenäs kommunvapen
Stenungsunds landskommun saknade vapen numera i Stenungsunds kommun
Strömstads stad – se Strömstads kommunvapen
Styrsö landskommun saknade vapen numera i Göteborgs kommun
Stångenäs landskommun saknade vapen numera i Lysekils kommun
Svarteborgs landskommun saknade vapen numera i Munkedals kommun
Säve landskommun saknade vapen till Göteborgs stad 1967
Södra Sotenäs landskommun saknade vapen numera i Sotenäs kommun
Sörbygdens landskommun saknade vapen numera i Munkedals kommun
Tanums landskommun saknade vapen numera i Tanums kommun
Tegneby landskommun saknade vapen till Östra Orust 1962 numera i Orusts kommun
Tjärnö landskommun saknade vapen till Strömstads stad 1967
Tjörns landskommun saknade vapen numera Tjörns kommun
Torslanda landskommun saknade vapen till Göteborgs stad 1967
Tossene landskommun saknade vapen numera i Sotenäs kommun
Tuve landskommun saknade vapen till Göteborgs stad 1967
Uddevalla stad – se Uddevalla kommunvapen
Vette landskommun saknade vapen till Strömstads stad 1967
Ytterby landskommun saknade vapen numera i Kungälvs kommun
Öckerö landskommun – se Öckerö kommunvapen
Östra Orusts landskommun saknade vapen bildad av Myckleby och Tegneby 1962, numera i Orusts kommun

## Älvsborgs län
Älvsborgs län utgjordes av de norra, centrala och södra delarna av nuvarande Västra Götalands län.

Alingsås stad – se Alingsås kommunvapen
Angereds landskommun saknade vapen till Göteborgs stad i Göteborg och Bohus län 1967
Axelfors landskommun saknade vapen numera i Svenljunga kommun
Bengtsfors köping – se Bengtsfors kommunvapen
Bjärke landskommun saknade vapen numera uppdelad mellan Alingsås och Trollhättans kommuner
Björketorps landskommun saknade vapen numera i Härryda kommun
Bollebygds landskommun – se Bollebygds kommunvapen
Bolstads landskommun saknade vapen till Melleruds köping 1969
Borås stad – se Borås kommunvapen
Brålanda landskommun saknade vapen numera i Vänersborgs kommun
Brämhults landskommun saknade vapen numera i Borås kommun
Bäckefors landskommun saknade vapen numera i Bengtsfors kommun
Dals-Eds landskommun – se Dals-Eds kommunvapen
Dalsjöfors landskommun bildad 1967 av Toarp och en del av Länghem, vapnet övertaget från Toarp, numera i Borås kommun – se Borås kommunvapen
Dalstorps landskommun saknade vapen numera i Tranemo kommun
Flundre landskommun saknade vapen numera uppdelad mellan Trollhättans och Lilla Edets kommun
Fristads landskommun numera i Borås kommun – se Borås kommunvapen
Fritsla landskommun saknade vapen numera i Marks kommun
Frändefors landskommun saknade vapen numera i Vänersborgs kommun
Färgelanda landskommun saknade vapen numera i Färgelanda kommun
Gäsene landskommun saknade vapen numera i Herrljunga kommun
Hemsjö landskommun saknade vapen numera i Alingsås kommun
Herrljunga landskommun saknade vapen 1953 ombildad till Herrljunga köping
Herrljunga köping – se Herrljunga kommunvapen
Horreds landskommun saknade vapen numera i Marks kommun
Högsäters landskommun saknade vapen numera i Färgelanda kommun
Högvads landskommun saknade vapen numera uppdelad mellan Svenljunga kommun och (i Hallands län) Falkenbergs kommun
Hökerums landskommun saknade vapen numera i Ulricehamns kommun
Kindaholms landskommun saknade vapen numera i Svenljunga kommun
Kinna köping numera i Marks kommun – se Marks kommunvapen
Kinnarumma landskommun till Viskafors 1961, numera i Borås kommun – se Borås kommunvapen
Kroppefjälls landskommun saknade vapen till Melleruds köping 1969
Kungsäters landskommun saknade vapen numera i Varbergs kommun i Hallands län
Lelångs landskommun saknade vapen numera i Bengtsfors kommun
Lerums landskommun saknade vapen numera i Lerums kommun
Lilla Edets köping – se Lilla Edets kommunvapen
Lysjö landskommun saknade vapen numera uppdelad mellan Svenljunga och Borås kommuner
Länghems landskommun saknade vapen delad mellan Tranemo och Dalsjöfors 1967, numera uppdelad mellan Tranemo och Borås kommuner
Lödöse landskommun numera i Lilla Edets kommun – se Lilla Edets kommunvapen
Melleruds köping – se Melleruds kommunvapen
Nödinge landskommun saknade vapen numera i Ale kommun
Redvägs landskommun saknade vapen numera uppdelad mellan Ulricehamns och Falköpings kommuner
Sandhults landskommun saknade vapen numera i Borås kommun
Seglora landskommun saknade vapen till Viskafors 1961, numera i Borås kommun
Skallsjö landskommun saknade vapen till Lerum 1969
Skene köping numera i Marks kommun – se Marks kommunvapen
Skepplanda landskommun saknade vapen numera i Ale kommun
Skålleruds landskommun saknade vapen till Melleruds köping 1969
Starrkärrs landskommun saknade vapen numera i Ale kommun
Steneby landskommun numera i Bengtsfors kommun – se Bengtsfors kommunvapen
Stora Lundby landskommun saknade vapen till Lerum 1969
Svansjö landskommun saknade vapen numera i Marks kommun
Svenljunga köping – se Svenljunga kommunvapen
Sätila landskommun numera i Marks kommun – se Marks kommunvapen
Södra Väne landskommun saknade vapen till Trollhättans stad 1967
Södra Åsarps landskommun saknade vapen bytte namn till Limmareds landskommun 1952, till Tranemo 1967
Toarps landskommun till Dalsjöfors 1967, numera i Borås kommun – se Borås kommunvapen
Tranemo landskommun saknade vapen numera i Tranemo kommun
Trollhättans stad – se Trollhättans kommunvapen
Tössbo landskommun saknade vapen numera i Åmåls kommun
Ulricehamns stad – se Ulricehamns kommunvapen
Viskafors landskommun bildad 1961 av Seglora och Kinnarumma, vapnet övertaget från Kinnarumma, numera i Borås kommun – se Borås kommunvapen
Vårgårda landskommun – se Vårgårda kommunvapen
Vänersborgs stad – se Vänersborgs kommunvapen
Västra Marks landskommun saknade vapen numera i Marks kommun
Västra Tunhems landskommun saknade vapen numera i Vänersborgs kommun
Åmåls stad – se Åmåls kommunvapen
Åsundens landskommun saknade vapen numera i Ulricehamns kommun
Ödeborgs landskommun saknade vapen delad mellan Färgelanda och (i Göteborgs och Bohus län) Munkedal 1967, numera uppdelad mellan Färgelanda och Munkedals kommuner
Örby landskommun saknade vapen numera i Marks kommun

## Skaraborgs län
Skaraborgs län utgjordes av den östra delen av nuvarande Västra Götalands län samt en liten del av nuvarande Jönköpings län.

Amnehärads landskommun saknade vapen numera i Gullspångs kommun
Ardala landskommun saknade vapen numera i Skara kommun
Binnebergs landskommun saknade vapen numera i Skövde kommun
Dimbo landskommun numera uppdelad mellan Tidaholms och Falköpings kommuner – se Tidaholms kommunvapen
Essunga landskommun saknade vapen numera Essunga kommun
Falköpings stad – se Falköpings kommunvapen
Fröjereds landskommun saknade vapen numera uppdelad mellan Tidaholms och Hjo kommuner
Frökinds landskommun numera i Falköpings kommun – se Falköpings kommunvapen
Fågelås landskommun saknade vapen numera uppdelad mellan Hjo och (i Jönköpings län) Habo kommuner
Grästorps landskommun saknade vapen numera Grästorps kommun
Gudhems landskommun saknade vapen numera uppdelad mellan Falköping och Skara kommuner
Götene köping – se Götene kommunvapen
Habo landskommun saknade vapen numera Habo kommun i Jönköpings län
Hasslerörs landskommun saknade vapen numera i Mariestads kommun
Hjo stad – se Hjo kommunvapen
Hova landskommun saknade vapen numera uppdelad mellan Gullspångs och Töreboda kommuner
Husaby landskommun saknade vapen till Götene köping 1967
Hökensås landskommun saknade vapen numera i Tidaholms kommun
Järpås landskommun saknade vapen till Lidköpings stad 1969
Karlsborgs landskommun saknade vapen numera Karlsborgs kommun
Kinnekulle landskommun saknade vapen till Götene köping 1967
Kvänums landskommun saknade vapen numera i Vara kommun
Kållands-Råda landskommun saknade vapen till Lidköpings stad 1969
Larvs landskommun saknade vapen numera i Vara kommun
Levene landskommun saknade vapen till Vara köping 1967
Lidköpings stad – se Lidköpings kommunvapen
Lugnås landskommun saknade vapen numera i Mariestads kommun
Lyrestads landskommun saknade vapen numera i Mariestads kommun
Mariestads stad – se Mariestads kommunvapen
Moholms landskommun saknade vapen numera i Töreboda kommun
Mullsjö landskommun saknade vapen numera Mullsjö kommun i Jönköpings län
Mölltorps landskommun saknade vapen numera uppdelad mellan Karlsborgs och Tibro kommuner
Norra Kållands landskommun saknade vapen till Lidköpings stad 1969
Ryda landskommun saknade vapen till Vara köping 1967
Saleby landskommun saknade vapen till Lidköpings stad 1969
Skara stad – se Skara kommunvapen
Skultorps landskommun saknade vapen numera i Skövde kommun
Skövde stad – se Skövde kommunvapen
Stenstorps landskommun saknade vapen numera i Falköpings kommun
Tibro köping – se Tibro kommunvapen
Tidaholms stad – se Tidaholms kommunvapen
Tidans landskommun saknade vapen numera i Skövde kommun
Timmersdala landskommun saknade vapen numera i Skövde kommun
Tivedens landskommun saknade vapen till Laxå i Örebro län 1967
Tuns landskommun saknade vapen till Lidköpings stad 1969
Töreboda köping – se Töreboda kommunvapen
Ullervads landskommun saknade vapen numera i Mariestads kommun
Undenäs landskommun saknade vapen numera uppdelad mellan Karlsborgs och Töreboda kommuner
Valle landskommun saknade vapen numera i Skara kommun
Vara köping saknade vapen numera i Vara kommun
Vartofta landskommun saknade vapen numera i Falköpings kommun
Vedums landskommun saknade vapen till Vara köping 1967
Vilske landskommun saknade vapen numera i Falköpings kommun
Vinninga landskommun saknade vapen till Lidköpings stad 1969
Värsås landskommun saknade vapen numera uppdelad mellan Skövde och Hjo kommuner
Örslösa landskommun saknade vapen till Lidköpings stad 1969

## Värmlands län

Arvika stad – se Arvika kommunvapen
Brunskogs landskommun numera uppdelad mellan Arvika och Kils kommuner – se Arvika kommunvapen
Eds landskommun saknade vapen till Grums köping 1969
Eda landskommun – se Eda kommunvapen
Ekshärads landskommun numera i Hagfors kommun – se Hagfors kommunvapen
Filipstads stad – se Filipstads kommunvapen
Finnskoga-Dalby landskommun numera i Torsby kommun – se Torsby kommunvapen
Forshaga köping – se Forshaga kommunvapen
Frykeruds landskommun saknade vapen numera i Kils kommun
Fryksände landskommun till Torsby 1967, numera vapen för Torsby kommun – se Torsby kommunvapen
Gillberga landskommun saknade vapen numera i Säffle kommun
Glava landskommun numera i Arvika kommun – se Arvika kommunvapen
Grava landskommun saknade vapen numera i Karlstads kommun
Grums köping – se Grums kommunvapen
Gräsmarks landskommun saknade vapen numera i Sunne kommun
Gunnarskogs landskommun numera i Arvika kommun – se Arvika kommunvapen
Gustav Adolfs landskommun saknade vapen numera i Hagfors kommun
Hagfors stad – se Hagfors kommunvapen
Hammarö landskommun – se Hammarö kommunvapen
Holmedals landskommun saknade vapen numera i Årjängs kommun
Järnskogs landskommun numera i Eda kommun – se Eda kommunvapen
Karlstads stad – se Karlstads kommunvapen
Kristinehamns stad – se Kristinehamns kommunvapen
Kroppa landskommun numera i Filipstads kommun – se Filipstads kommunvapen
Köla landskommun numera i Eda kommun – se Eda kommunvapen
Lysviks landskommun saknade vapen numera i Sunne kommun
Munkfors köping – se Munkfors kommunvapen
Nors landskommun numera i Karlstads kommun – se Karlstads kommunvapen
Norra Ny landskommun numera i Torsby kommun – se Torsby kommunvapen
Norra Råda landskommun numera i Hagfors kommun – se Hagfors kommunvapen
Nyeds landskommun numera i Karlstads kommun – se Karlstads kommunvapen
Rämmens landskommun saknade vapen numera i Filipstads kommun
Silleruds landskommun saknade vapen numera i Årjängs kommun
Stavnäs landskommun numera uppdelad mellan Arvika och Grums kommuner – se Arvika kommunvapen
Stora Kils landskommun numera vapen för Kils kommun – se Kils kommunvapen
Stora Sunne landskommun till Sunne köping 1963 – se Sunne kommunvapen
Storfors köping – se Storfors kommunvapen
Sunne köping vapnet övertaget från Stora Sunne 1963 – se Sunne kommunvapen
Svanskogs landskommun numera i Säffle kommun – se Säffle kommunvapen
Säffle stad – se Säffle kommunvapen
Torsby landskommun bildad av Fryksände och Vitsand 1967 – se Torsby kommunvapen
Töcksmarks landskommun numera i Årjängs kommun – se Årjängs kommunvapen
Ulleruds landskommun saknade vapen numera i Forshaga kommun
Ullvätterns landskommun till Storfors 1967 – se Storfors kommunvapen
Visnums landskommun saknade vapen numera uppdelad mellan Kristinehamns kommun och (i Västra Götalands län) Gullspångs kommun
Vitsands landskommun saknade vapen till Torsby 1967
Värmlandsbergs landskommun numera i Filipstads kommun – se Filipstads kommunvapen
Värmlandsnäs landskommun numera i Säffle kommun – se Säffle kommunvapen
Väse landskommun saknade vapen numera uppdelad mellan Karlstads och Kristinehamns kommuner
Årjängs köping – se Årjängs kommunvapen
Älgå landskommun numera i Arvika kommun – se Arvika kommunvapen
Östmarks landskommun numera i Torsby kommun – se Torsby kommunvapen
Östra Fågelviks landskommun saknade vapen till Karlstads stad 1967

## Örebro län

Askers landskommun saknade vapen numera i Örebro kommun
Askersunds stad – se Askersunds kommunvapen
Axbergs landskommun saknade vapen numera i Örebro kommun
Degerfors köping – se Degerfors kommunvapen
Ekeby och Gällersta landskommun saknade vapen numera uppdelad mellan Kumla och Örebro kommuner
Fellingsbro landskommun saknade vapen numera i Lindesbergs kommun
Frövi köping bildades ur Näsby landskommun 1955, numera i Lindesbergs kommun – se Lindesbergs kommunvapen
Glanshammars landskommun saknade vapen numera uppdelad mellan Örebro kommun och (i Västmanlands län) Arboga kommun
Grythyttans landskommun saknade vapen till Hällefors köping 1967
Hallsbergs köping – se Hallsbergs kommunvapen
Hallsbergs landskommun saknade vapen till Hallsbergs köping 1963
Hammars landskommun saknade vapen numera i Askersunds kommun
Hällefors köping – se Hällefors kommunvapen
Karlskoga stad – se Karlskoga kommunvapen
Kopparbergs köping till Ljusnarsbergs köping 1962 – se Ljusnarsbergs kommunvapen
Kumla stad – se Kumla kommunvapen
Kumla landskommun saknade vapen till Kumla stad 1967
Laxå köping – se Laxå kommunvapen
Lekebergs landskommun saknade vapen numera Lekebergs kommun
Lerbäcks landskommun saknade vapen numera i Askersunds kommun
Linde landskommun saknade vapen till Lindesbergs stad 1969
Lindesbergs stad – se Lindesbergs kommunvapen
Ljusnarsbergs landskommun till Ljusnarsbergs köping 1962, numera vapen för Ljusnarsbergs kommun – se Ljusnarsbergs kommunvapen
Mosjö landskommun saknade vapen till Örebro stad 1967
Nora stad – se Nora kommunvapen
Noraskogs landskommun till Nora stad 1965 – se Nora kommunvapen
Näsby landskommun saknade vapen ombildades till Frövi köping 1955, numera i Lindesbergs kommun
Ramsbergs landskommun numera i Lindesbergs kommun – se Lindesbergs kommunvapen
Sköllersta landskommun saknade vapen numera Hallsbergs kommun
Stora Mellösa landskommun numera i Örebro kommun – se Örebro kommunvapen
Svartå landskommun saknade vapen uppdelad mellan Lekeberg,  Laxå köping och Degerfors köping 1967
Tysslinge landskommun saknade vapen numera i Örebro kommun
Viby landskommun saknade vapen till Hallsbergs köping 1965
Örebro stad – se Örebro kommunvapen

## Västmanlands län

Arboga stad – se Arboga kommunvapen
Dingtuna landskommun saknade vapen till Västerås stad 1967
Fagersta stad – se Fagersta kommunvapen
Fjärdhundra landskommun saknade vapen numera i Enköpings kommun i Uppsala län
Hallstahammars köping – se Hallstahammars kommunvapen
Kolbäcks landskommun saknade vapen numera uppdelad mellan Hallstahammars och Västerås kommuner
Kolsva landskommun saknade vapen numera i Köpings kommun
Kung Karls landskommun saknade vapen numera i Kungsörs kommun
Kungsåra landskommun saknade vapen till Västerås stad 1967
Kungsörs köping – se Kungsörs kommunvapen
Köpings stad – se Köpings kommunvapen
Medåkers landskommun saknade vapen numera uppdelad mellan Arboga och Köpings kommuner
Munktorps landskommun saknade vapen numera i Köpings kommun
Möklinta landskommun saknade vapen numera i Sala kommun
Nora landskommun numera i Heby kommun i Uppsala län – se Heby kommunvapen
Norbergs landskommun ombildades till Norbergs köping 1952 – se Norbergs kommunvapen
Ramnäs landskommun saknade vapen till Surahammar 1963
Sala stad – se Sala kommunvapen
Skinnskattebergs landskommun – se Skinnskattebergs kommunvapen
Skultuna landskommun saknade vapen till Västerås stad 1967
Sura landskommun bytte namn till Surahammars landskommun 1963 – se Surahammars kommunvapen
Tillberga landskommun saknade vapen till Västerås stad 1967
Tärna landskommun numera i Sala kommun – se Sala kommunvapen
Vittinge landskommun saknade vapen numera i Heby kommun i Uppsala län
Västerfärnebo landskommun saknade vapen numera uppdelad mellan Sala och Norbergs kommuner
Västerlövsta landskommun saknade vapen numera i Heby kommun i Uppsala län
Västerås stad – se Västerås kommunvapen
Östervåla landskommun numera i Heby kommun i Uppsala län – se Heby kommunvapen

## Kopparbergs län
Kopparbergs län har numera bytt namn till Dalarnas län.

Avesta stad – se Avesta kommunvapen
Bjursås landskommun numera i Falu kommun – se Falu kommunvapen
Boda landskommun till Rättvik 1963
Borlänge stad – se Borlänge kommunvapen
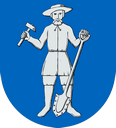
By landskommun till Avesta stad 1967 – se Avesta kommunvapen
Envikens landskommun numera i Falu kommun – se Falu kommunvapen
Falu stad – se Falu kommunvapen
Floda landskommun numera i Gagnefs kommun – se Gagnefs kommunvapen
Folkärna landskommun till Avesta stad 1967 – se Avesta kommunvapen
Gagnefs landskommun – se Gagnefs kommunvapen
Grangärde landskommun numera i Ludvika kommun – se Ludvika kommunvapen
Grytnäs landskommun till Avesta stad 1967 – se Avesta kommunvapen
Gustafs landskommun numera i Säters kommun – se Säters kommunvapen
Hedemora stad – se Hedemora kommunvapen
Hedemora landskommun till Hedemora stad 1967 – se Hedemora kommunvapen
Husby landskommun till Hedemora stad 1967 – se Hedemora kommunvapen
Idre landskommun numera i Älvdalens kommun – se Älvdalens kommunvapen
Järna landskommun numera i Vansbro kommun – se Vansbro kommunvapen
Krylbo köping till Avesta stad 1967 – se Avesta kommunvapen
Leksands landskommun – se Leksands kommunvapen
Lima landskommun numera i Malung-Sälens kommun – se Malung-Sälens kommunvapen
Ludvika stad – se Ludvika kommunvapen
Ludvika landskommun till Ludvika stad 1963 – se Ludvika kommunvapen
Malungs landskommun – se Malung-Sälens kommunvapen
Mora landskommun till Mora köping 1959 – se Mora kommunvapen
Morastrands köping till Mora köping 1959 – se Mora kommunvapen
Norrbärke landskommun till Smedjebackens köping 1967 – se Smedjebackens kommunvapen
Nås landskommun numera i Vansbro kommun – se Vansbro kommunvapen
Ore landskommun numera i Rättviks kommun – se Rättviks kommunvapen
Orsa landskommun – se Orsa kommunvapen
Rättviks landskommun – se Rättviks kommunvapen
Siljansnäs landskommun numera i Leksands kommun – se Leksands kommunvapen
Smedjebackens köping – se Smedjebackens kommunvapen
Solleröns landskommun numera i Mora kommun – se Mora kommunvapen
Stora Kopparbergs landskommun till Falu stad 1967 – se Falu kommunvapen
Stora Skedvi landskommun numera i Säters kommun – se Säters kommunvapen
Stora Tuna landskommun numera i Borlänge kommun – se Borlänge kommunvapen
Sundborns landskommun numera i Falu kommun – se Falu kommunvapen
Svärdsjö landskommun numera i Falu kommun – se Falu kommunvapen
Säfsnäs landskommun numera i Ludvika kommun – se Ludvika kommunvapen
Särna landskommun numera i Älvdalens kommun – se Älvdalens kommunvapen
Säters stad – se Säters kommunvapen
Söderbärke landskommun numera i Smedjebackens kommun – se Smedjebackens kommunvapen
Transtrands landskommun numera i Malung-Sälens kommun – se Malung-Sälens kommunvapen
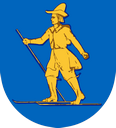
Venjans landskommun numera i Mora kommun – se Mora kommunvapen
Vika landskommun till Falu stad 1967 – se Falu kommunvapen
Våmhus landskommun numera i Mora kommun – se Mora kommunvapen
Åls landskommun numera i Leksands kommun – se Leksands kommunvapen
Älvdalens landskommun – se Älvdalens kommunvapen
Äppelbo landskommun numera i Vansbro kommun – se Vansbro kommunvapen

## Gävleborgs län

Alfta landskommun numera i Ovanåkers kommun – se Ovanåkers kommunvapen
Arbrå landskommun numera i Bollnäs kommun – se Bollnäs kommunvapen
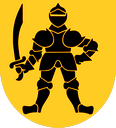
Bergsjö landskommun numera i Nordanstigs kommun – se Nordanstigs kommunvapen
Bjuråkers landskommun numera i Hudiksvalls kommun – se Hudiksvalls kommunvapen
Bollnäs stad – se Bollnäs kommunvapen
Bollnäs landskommun till Bollnäs stad 1959 – se Bollnäs kommunvapen
Delsbo landskommun numera i Hudiksvalls kommun – se Hudiksvalls kommunvapen
Enångers landskommun saknade vapen till Iggesund 1963
Forsa landskommun saknade vapen numera i Hudiksvalls kommun
Färila landskommun numera i Ljusdals kommun – se Ljusdals kommunvapen
Gnarps landskommun numera i Nordanstigs kommun – se Nordanstigs kommunvapen
Gävle stad – se Gävle kommunvapen
Hamrånge landskommun till Gävle stad 1969 – se Gävle kommunvapen
Hanebo landskommun saknade vapen numera i Bollnäs kommun
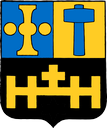
Harmångers landskommun numera i Nordanstigs kommun – se Nordanstigs kommunvapen
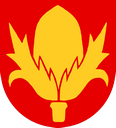
Hassela landskommun numera i Nordanstigs kommun – se Nordanstigs kommunvapen
Hedesunda landskommun till Gävle stad 1969 – se Gävle kommunvapen
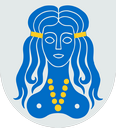
Hille landskommun till Gävle stad 1969 – se Gävle kommunvapen
Hofors landskommun – se Hofors kommunvapen
Hudiksvalls stad – se Hudiksvalls kommunvapen
Hälsingtuna landskommun saknade vapen till Hudiksvalls stad 1965
Iggesunds landskommun saknade vapen numera i Hudiksvalls kommun
Järbo landskommun numera i Sandvikens kommun – se Sandvikens kommunvapen
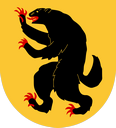
Järvsö landskommun numera i Ljusdals kommun – se Ljusdals kommunvapen
Ljusdals köping – se Ljusdals kommunvapen
Ljusdals landskommun saknade vapen till Ljusdals köping 1963
Los landskommun numera i Ljusdals kommun – se Ljusdals kommunvapen
Njutångers landskommun saknade vapen till Iggesund 1963
Norrala landskommun numera i Söderhamns kommun – se Söderhamns kommunvapen
Ockelbo landskommun saknade vapen numera i Ockelbo kommun
Ovansjö landskommun numera i Sandvikens kommun – se Sandvikens kommunvapen
Ovanåkers landskommun – se Ovanåkers kommunvapen
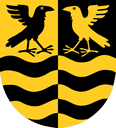
Ramsjö landskommun numera i Ljusdals kommun – se Ljusdals kommunvapen
Rengsjö landskommun saknade vapen numera i Bollnäs kommun
Sandvikens stad – se Sandvikens kommunvapen
Skogs landskommun saknade vapen numera uppdelad mellan Söderhamns och Ockelbo kommuner
Storviks köping saknade vapen numera i Sandvikens kommun
Söderala landskommun numera i Söderhamns kommun – se Söderhamns kommunvapen
Söderhamns stad – se Söderhamns kommunvapen
Torsåkers landskommun saknade vapen numera i Hofors kommun
Valbo landskommun numera i Gävle kommun – se Gävle kommunvapen
Årsunda landskommun numera i Sandvikens kommun – se Sandvikens kommunvapen
Österfärnebo landskommun numera i Sandvikens kommun – se Sandvikens kommunvapen

## Västernorrlands län

Alnö landskommun till Sundsvalls stad 1965 – se Sundsvalls kommunvapen
Anundsjö landskommun numera i Örnsköldsviks kommun – se Örnsköldsviks kommunvapen
Arnäs landskommun saknade vapen till Örnsköldsviks stad 1963
Attmars landskommun till Matfors 1963, numera i Sundsvalls kommun – se Sundsvalls kommunvapen
Bjärtrå landskommun numera i Kramfors kommun – se Kramfors kommunvapen
Björna landskommun numera i Örnsköldsviks kommun – se Örnsköldsviks kommunvapen
Borgsjö landskommun numera i Ånge kommun – se Ånge kommunvapen
Boteå landskommun numera uppdelad mellan Sollefteå kommun och Kramfors kommun – se Sollefteå kommunvapen och Kramfors kommunvapen
Fjällsjö landskommun numera i Strömsunds kommun i Jämtlands län – se Strömsunds kommunvapen
Gideå landskommun numera i Örnsköldsviks kommun – se Örnsköldsviks kommunvapen
Grundsunda landskommun numera i Örnsköldsviks kommun – se Örnsköldsviks kommunvapen
Haverö landskommun äldre vapen numera i Ånge kommun – se Ånge kommunvapen
Haverö landskommun nyare vapen numera i Ånge kommun – se Ånge kommunvapen
Helgums landskommun numera i Sollefteå kommun – se Sollefteå kommunvapen
Härnösands stad – se Härnösands kommunvapen
Hässjö landskommun numera i Timrå kommun – se Timrå kommunvapen
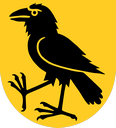
Högsjö landskommun till Härnösands stad 1969 – se Härnösands kommunvapen
Indals-Lidens landskommun numera i Sundsvalls kommun – se Sundsvalls kommunvapen
Junsele landskommun numera i Sollefteå kommun – se Sollefteå kommunvapen
Kramfors stad – se Kramfors kommunvapen
Långsele landskommun numera i Sollefteå kommun – se Sollefteå kommunvapen
Matfors landskommun bildad genom sammanläggning av Attmar och Tuna 1963, numera i Sundsvalls kommun – se Sundsvalls kommunvapen
Mo landskommun saknade vapen till Själevad 1963, numera i Örnsköldsviks kommun
Njurunda landskommun numera i Sundsvalls kommun – se Sundsvalls kommunvapen
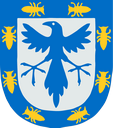
Noraströms landskommun numera i Kramfors kommun – se Kramfors kommunvapen
Nordingrå landskommun saknade vapen numera i Kramfors kommun
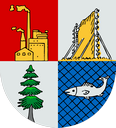
Nätra landskommun numera i Örnsköldsviks kommun – se Örnsköldsviks kommunvapen
Ramsele landskommun numera i Sollefteå kommun – se Sollefteå kommunvapen
Resele landskommun saknade vapen numera i Sollefteå kommun
Selångers landskommun till Sundsvalls stad 1965 – se Sundsvalls kommunvapen
Själevads landskommun numera i Örnsköldsviks kommun – se Örnsköldsviks kommunvapen
Sköns köping till Sundsvalls stad 1965 – se Sundsvalls kommunvapen
Sollefteå stad – se Sollefteå kommunvapen
Stöde landskommun numera i Sundsvalls kommun – se Sundsvalls kommunvapen
Sundsvalls stad – se Sundsvalls kommunvapen
Säbrå landskommun till Härnösands stad 1969 – se Härnösands kommunvapen
Timrå köping – se Timrå kommunvapen
Torps landskommun numera i Ånge kommun – se Ånge kommunvapen
Trehörningsjö landskommun föreslaget vapen numera i Örnsköldsviks kommun – se Örnsköldsviks kommunvapen
Tuna landskommun till Matfors 1963, numera i Sundsvalls kommun – se Sundsvalls kommunvapen
Tåsjö landskommun till Fjällsjö 1967, numera i Strömsunds kommun i Jämtlands län – se Strömsunds kommunvapen
Ullångers landskommun saknade vapen numera i Kramfors kommun
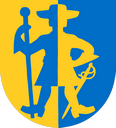
Ytterlännäs landskommun numera i Kramfors kommun – se Kramfors kommunvapen
Ådals-Lidens landskommun numera i Sollefteå kommun – se Sollefteå kommunvapen
Ånge köping – se Ånge kommunvapen
Örnsköldsviks stad – se Örnsköldsviks kommunvapen

## Jämtlands län

Alsens landskommun saknade vapen numera i Krokoms kommun
Bergs landskommun – se Bergs kommunvapen
Brunflo landskommun numera i Östersunds kommun – se Östersunds kommunvapen
Bräcke landskommun – se Bräcke kommunvapen
Fors landskommun numera vapen för Ragunda kommun – se Ragunda kommunvapen
Frostvikens landskommun numera i Strömsunds kommun – se Strömsunds kommunvapen
Frösö köping numera i Östersunds kommun – se Östersunds kommunvapen
Föllinge landskommun saknade vapen numera i Krokoms kommun
Hackås landskommun numera uppdelad mellan Bergs och Östersunds kommuner – se Bergs kommunvapen och Östersunds kommunvapen
Hallens landskommun saknade vapen numera uppdelad mellan Åre och Östersunds kommuner
Hammerdals landskommun numera i Strömsunds kommun – se Strömsunds kommunvapen
Hede landskommun saknade vapen numera i Härjedalens kommun
Hogdals landskommun saknade vapen numera i Härjedalens kommun
Hotagens landskommun saknade vapen till Föllinge 1969, numera i Krokoms kommun
Häggenås landskommun saknade vapen till Lit 1963, numera i Östersunds kommun
Kalls landskommun numera i Åre kommun – se Åre kommunvapen
Kälarne landskommun numera i Bräcke kommun – se Bräcke kommunvapen
Lillhärdals landskommun saknade vapen numera i Härjedalens kommun
Lits landskommun numera i Östersunds kommun – se Östersunds kommunvapen
Mörsils landskommun numera i Åre kommun – se Åre kommunvapen
Offerdals landskommun numera i Krokoms kommun – se Krokoms kommunvapen
Ovikens landskommun numera i Bergs kommun – se Bergs kommunvapen
Ragunda landskommun – se Ragunda kommunvapen
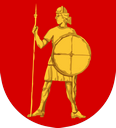
Revsunds landskommun numera i Bräcke kommun – se Bräcke kommunvapen
Rätans landskommun saknade vapen numera i Bergs kommun
Rödöns landskommun saknade vapen numera i Krokoms kommun
Ströms landskommun numera i Strömsunds kommun – se Strömsunds kommunvapen
Stuguns landskommun numera i Ragunda kommun – se Ragunda kommunvapen
Svegs köping numera i Härjedalens kommun – se Härjedalens landskapsvapen
Svegs landskommun saknade vapen numera i Härjedalens kommun
Tännäs landskommun numera i Härjedalens kommun – se Härjedalens landskapsvapen
Undersåkers landskommun numera i Åre kommun – se Åre kommunvapen
Åre landskommun – se Åre kommunvapen
Östersunds stad – se Östersunds kommunvapen
Övre Ljungadalens landskommun numera en del av Bergs kommun – se Bergs kommunvapen

## Västerbottens län

Bjurholms landskommun – se Bjurholms kommunvapen
Bureå landskommun till Skellefteå stad 1967, numera i Skellefteå kommun – se Skellefteå kommunvapen
Burträsks landskommun numera i Skellefteå kommun – se Skellefteå kommunvapen
Burträsks municipalsamhälle numera i Skellefteå kommun – se Skellefteå kommunvapen
Bygdeå landskommun numera i Robertsfors kommun – se Robertsfors kommunvapen
Byske landskommun till Skellefteå stad 1967, numera i Skellefteå kommun – se Skellefteå kommunvapen
Degerfors landskommun bytte namn till Vindelns landskommun 1969 – se Vindelns kommunvapen
Dorotea landskommun – se Dorotea kommunvapen
Fredrika landskommun saknade vapen numera i Åsele kommun
Holmsunds köping numera i Umeå kommun – se Umeå kommunvapen
Holmöns landskommun saknade vapen numera i Umeå kommun
Hörnefors landskommun numera i Umeå kommun – se Umeå kommunvapen
Jörns landskommun till Skellefteå stad 1967, numera i Skellefteå kommun – se Skellefteå kommunvapen
Lycksele stad numera i Lycksele kommun – se Lycksele kommunvapen
Lycksele landskommun numera i Lycksele kommun – se Lycksele kommunvapen
Lövångers landskommun numera i Skellefteå kommun – se Skellefteå kommunvapen
Malå landskommun – se Malå kommunvapen
Nordmalings landskommun – se Nordmalings kommunvapen
Norsjö landskommun – se Norsjö kommunvapen
Nysätra landskommun numera i Robertsfors kommun – se Robertsfors kommunvapen
Skellefteå stad – se Skellefteå kommunvapen
Skellefteå landskommun till Skellefteå stad 1967, numera i Skellefteå kommun – se Skellefteå kommunvapen
Sorsele landskommun – se Sorsele kommunvapen
Stensele landskommun numera i Storumans kommun – se Storumans kommunvapen
Sävars landskommun numera i Umeå kommun – se Umeå kommunvapen
Tärna landskommun saknade vapen numera i Storumans kommun
Umeå stad – se Umeå kommunvapen
Umeå landskommun till Umeå stad 1965, numera i Umeå kommun – se Umeå kommunvapen
Vilhelmina köping – se Vilhelmina kommunvapen
Vilhelmina landskommun till Vilhelmina köping 1965, numera i Vilhelmina kommun – se Vilhelmina kommunvapen
Vännäs köping numera i Vännäs kommun – se Vännäs kommunvapen
Vännäs landskommun numera i Vännäs kommun – se Vännäs kommunvapen
Åsele landskommun ombildades till Åsele köping 1959 – se Åsele kommunvapen
Örträsks landskommun saknade vapen numera i Lycksele kommun

## Norrbottens län

Arjeplogs landskommun – se Arjeplogs kommunvapen
Arvidsjaurs landskommun – se Arvidsjaurs kommunvapen
Bodens stad – se Bodens kommunvapen
Edefors landskommun saknade vapen numera i Bodens kommun
Gällivare landskommun – se Gällivare kommunvapen
Haparanda stad – se Haparanda kommunvapen
Hietaniemi landskommun saknade vapen till Övertorneå 1969
Hortlax landskommun saknade vapen till Piteå stad 1967
Jokkmokks landskommun – se Jokkmokks kommunvapen
Junosuando landskommun saknade vapen numera i Pajala kommun
Karesuando landskommun saknade vapen numera i Kiruna kommun
Karl Gustavs landskommun till Haparanda stad 1967 – se Haparanda kommunvapen
Kiruna stad – se Kiruna kommunvapen
Korpilombolo landskommun numera i Pajala kommun – se Pajala kommunvapen
Luleå stad – se Luleå kommunvapen
Nederkalix landskommun bytte namn till Kalix landskommun 1967 – se Kalix kommunvapen
Nederluleå landskommun till Luleå stad 1969 – se Luleå kommunvapen
Nedertorneå landskommun saknade vapen till Haparanda stad 1967
Norrfjärdens landskommun saknade vapen till Piteå stad 1967
Pajala landskommun – se Pajala kommunvapen
Piteå stad – se Piteå kommunvapen
Piteå landskommun till Piteå stad 1967 – se Piteå kommunvapen
Råneå landskommun Gunnarsbyns församling överförd till Boden 1967, resterande del till Luleå 1969 – se Bodens kommunvapen och Luleå kommunvapen
Tärendö landskommun numera i Pajala kommun – se Pajala kommunvapen
Töre landskommun till Kalix 1967 – se Kalix kommunvapen
Älvsbyns köping – se Älvsbyns kommunvapen
Älvsby landskommun saknade vapen till Älvsbyns köping 1969
Överkalix landskommun – se Överkalix kommunvapen
Överluleå landskommun saknade vapen till Bodens stad 1967
Övertorneå landskommun – se Övertorneå kommunvapen